# PIDE
De Polícia Internacional e de Defesa do Estado (uitspraakⓘ) of PIDE (Nederlands: Internationale Staatsverdedigingspolitie) was een gevreesde geheime dienst tijdens het autoritaire bewind van de Portugese premier António de Oliveira Salazar.
De PIDE bestond van 1946 tot 1969. Tijdens de gehele periode van de Estado Novo ("Nieuwe Staat"; 1933-1974) kende men in Portugal een geheime politie, maar deze was ook onder andere namen bekend:

## PVDE
De voorganger van de PIDE, de PVDE (Polícia de Vigilância e de Defensa do Estado) werd in 1933 opgericht, een jaar nadat Salazar regeringsleider was geworden. De bestaande geheime diensten werden ontbonden. De PVDE kreeg een tweeledige functie:
- Voorkoming, en eventueel onderdrukking, van politieke en sociale misdrijven, en spionage;
- Contraspionage en het in de gaten houden van zowel immigranten als emigranten (waaronder ook politieke ballingen).

In 1936 werd de gevangenis van Tarrafal opgericht in Kaapverdië. Hier werden dissidenten, communisten en andere politieke tegenstanders van het Salazar-regime opgesloten. De gevangenis werd geleid door agenten van de PVDE. In Tarrafal werden de gevangenen gemarteld en 32 gevangenen vonden er tussen 1936 en 1974 de dood.
In 1937 werd er een mislukte aanslag op het leven van premier Salazar gepleegd door een dissident. De premier liet daarop adviseurs vanuit nazi-Duitsland en fascistisch Italië komen om de PVDE te trainen om dissidenten en leden van illegale politieke partijen - met name de Communistische Partij van Portugal (PCP) - op te sporen en op te sluiten. In de jaren daarna werd de PVDE gemodelleerd naar de Gestapo.
Tijdens de Tweede Wereldoorlog was Portugal neutraal, maar tegelijkertijd het Europese centrum voor spionage en contraspionage. Er bevonden zich veel vluchtelingen in Lissabon, waaronder veel politieke vluchtelingen: anti-fascisten, en, na 1943, vooral ook fascisten. Al deze personen moesten zorgvuldig in de gaten gehouden worden, vooral omdat de machthebbers bang waren dat deze mensen de neutraliteit van Portugal in gevaar konden brengen.

## PIDE
In 1946 werd de PVDE ontbonden. Op 22 oktober 1946 werd de PIDE als haar opvolger opgericht. Was de PVDE gemodelleerd naar de Gestapo, de PIDE zou qua organisatie en tactieken veel meer lijken op Scotland Yard. De sectie Polícia Judiciária (Gerechtelijke Onderzoekspolitie) kreeg volmacht om huizen te doorzoeken, invallen te doen en personen voor onbepaalde tijd vast te houden zonder vorm van proces. De PIDE maakte veelvuldig gebruik verklikkers, die bufos werden genoemd.
De PIDE werd een van de meest succesvolle geheime diensten in de geschiedenis, vergelijkbaar met de Stasi in Oost-Duitsland, de CIA in de Verenigde Staten, de KGB in de Sovjet-Unie en Mossad in de Israël. De rol van de PIDE nam tijdens de Portugese koloniale oorlog in Afrika toe.

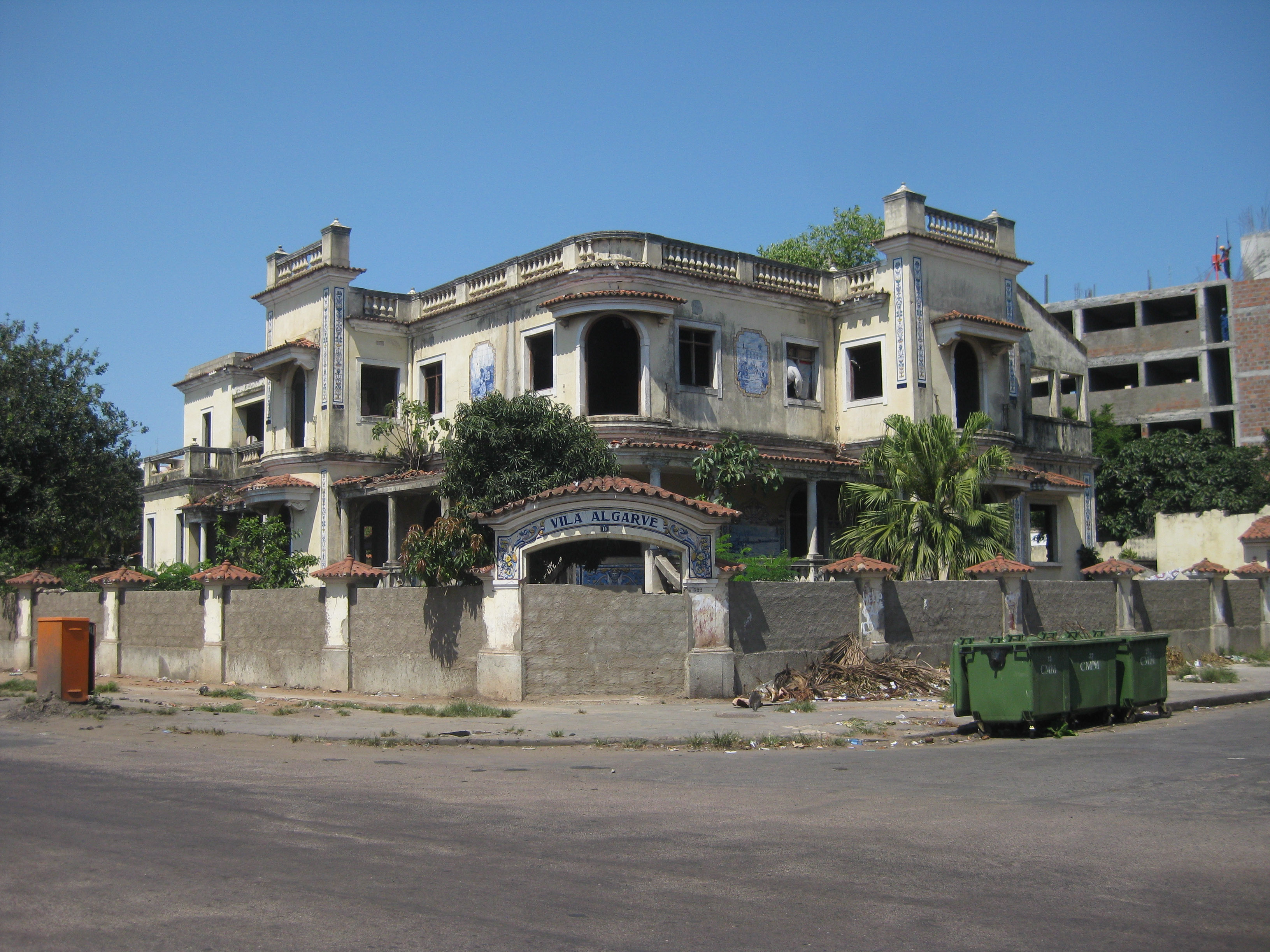
De vroegere PIDE-gevangenis "Vila Algarve" in Maputo (Mozambique).

## DGS
In 1968 kreeg Salazar een beroerte en kon het ambt van premier niet langer meer vervullen. Marcello Caetano volgde hem als premier op. Caetano beloofde enkele hervormingen door te voeren. In 1969 werd de gehate PIDE afgeschaft en vervangen door de DGS, het Directoraat-Generaal van de Veiligheid (Direcção Geral de Segurança). Al snel bleek het slechts om een naamsverandering te gaan, want noch de macht, noch de methodes verschilden van die van de PIDE. Volgens Caetano konden de hervormingen niet worden doorgevoerd vanwege de koloniale oorlog en "subversieve elementen" in de Portugese samenleving.
Tijdens de Anjerrevolutie marcheerden de demonstranten op naar het hoofdkwartier van de DGS aan de António Maria Cardoso Straat om het in bezit te nemen. Ongeïdentificeerde agenten openden vanaf het dak van het gebouw het vuur op de demonstranten, er vielen 4 doden. Kort daarop werd de Anjerrevolutie echter beëindigd en kwam er een einde aan 40 jaar dictatuur.
De DGS werd door het nieuwe bewind in Portugal ontbonden. Een nieuwe inlichtingendienst werd door de regerende militaire junta opgericht onder de naam Polícia de Informação Militar (PIM). Veel PIM-agenten werkten vroeger voor de PIDE of de DGS. De enige PIDE-agenten die ooit waren berecht, waren de agenten die oppositieleider, generaal Humberto Delgado hadden vermoord. De verdachten werden in absentia (bij verstek) veroordeeld; geen van de verdachten verdween achter de tralies.
In de Portugese koloniën bleef de dienst echter nog verder werken omdat de inlichtingen belangrijk waren voor de militairen en voor de ordehandhaving in deze koloniën. Na de Anjerrevolutie ging de strijd in de koloniën immers nog een tijdje door.
De voormalige PIDE-archieven zijn in 1990 ondergebracht in de Torre do Tombo Nationaal Archief. Inzage is toegestaan, doch de namen van de agenten en informanten worden niet onthuld.